# Dildarnagar Fatehpur Bazar
Dildarnagar Fatehpur Bazar (of kortweg Dildarnagar) is een nagar panchayat (plaats) in het district Ghazipur van de Indiase staat Uttar Pradesh. 

## Demografie
Volgens de Indiase volkstelling van 2001 wonen er 11.409 mensen in Dildarnagar Fatehpur Bazar, waarvan 52% mannelijk en 48% vrouwelijk is. De plaats heeft een alfabetiseringsgraad van 70%. 